# André Pottier (cyclisme)
Pour les articles homonymes, voir André Pottier.
André Pottier, né le 29 mai 1882 à Moret-sur-Loing en Seine-et-Marne et mort le 29 juillet 1976 à Châtres-sur-Cher (Loir-et-Cher) est un coureur cycliste français. Il est le frère de René Pottier, vainqueur du Tour de France 1906.

## Biographie

### Jeunes années
André Pottier est originaire de Moret-sur-Loing en Seine-et-Marne. Son père, Léon Pottier, est né à Saints, près de Coulommiers. Au début des années 1870, il exerce la profession de meunier au moulin d'Esmans, où il rencontre Anna Guillerot, originaire de Villeneuve-la-Guyard dans l'Yonne. Le couple a deux garçons, Léon et Charles, nés respectivement en 1872 et 1875, puis s'installe au moulin de Moret-sur-Loing. Une première fille, Berthe, naît en 1876, puis un troisième garçon, Albert, mort peu après sa naissance. Le 5 juin 1879 naît René. La famille habite désormais au no 3 de la rue Montrichard à Moret-sur-Loing, faute de place au logement du moulin. André Pottier naît le 29 mai 1882, avant sa deuxième sœur, prénommée Marguerite, l'année suivante,.
La famille Pottier est plutôt fortunée, notamment grâce à des placements dans la construction du canal de Suez et de celui de Panama. Chaque enfant de la famille possède une bicyclette, un signe d'aisance pour l'époque. Au début des années 1880, Léon Pottier achète la propriété du moulin de Hulay, à Grez-sur-Loing. Les quatre frères Pottier se passionnent pour les courses cyclistes et participent régulièrement à des épreuves locales, bien que les deux aînés délaissent peu à peu la pratique sportive pour se consacrer à leur métier. André Pottier devient quant à lui apprenti mécanicien.
Il remporte sa première course, organisée par le Vélo Club Nemourien, en 1898, puis effectue son service militaire au 46e régiment d'infanterie. Il s'installe ensuite à Levallois-Perret où il s'engage avec son frère René au Vélo-Club de Levallois. Il trouve un emploi dans les usines automobiles Panhard, situées avenue d'Italie à Paris. En 1905, il remporte sa première victoire significative en s'imposant sur Paris-Orléans.
Tandis que son aîné se distingue lors du Tour de France 1906, au cours duquel il remporte le classement général et cinq étapes, André Pottier brille sur les courses amateurs. Il gagne Paris-Le Havre, Paris-Meaux et Paris-Amiens. L'année suivante, il triomphe à nouveau sur Paris-Amiens et remporte Paris-Honfleur.

### Carrière professionnelle
Ses bons résultats lui valent de passer professionnel. Il se classe alors 2e de la classique Paris-Tours 1907 derrière Georges Passerieu. En 1908, il se classe 3e et premier français de la classique Milan-San Remo. Il obtient des résultats honorables sur les classiques, 7e de Paris-Roubaix et 4e de Paris-Bruxelles, puis participe au Tour de France au sein de l'équipe Alcyon. Malchanceux, il accroche un spectateur alors qu'il figure parmi le peloton de tête dans la première étape, puis parcourt 4 km à pied pour rejoindre le point de contrôle dans la 2e étape après un accident. Dans la sixième étape, il se distingue dans le col Bayard qu'il franchit en tête, avant de passer premier à Gap, mais se fait rattraper et distancer pour se classer finalement 14e. Dans la dernière étape entre Caen et Paris, il endommage sa fourche sur une route pavé à proximité de Versailles. Il poursuit à pied sur 12 km. André Pottier se classe finalement 17e de ce Tour de France.

### Après carrière
En 1910, l'équipe Alcyon lui propose de prendre la direction d'un magasin de la marque à Saumur. Il en assure la gestion pendant dix années. En 1932, âgé de 50 ans, il participe à une course appelée « Critérium des vieilles gloires », en compagnie de Gaston Rivierre, Eugène Christophe et Jean Alavoine. Il parcourt les 56 kilomètres en 1 h 42 et se classe 4e. En 1937, il s'installe à Pont-l'Évêque dans le Calvados. Il participe à nouveau au Critérium des vieilles gloires et se classe 3e, tandis que la victoire revient à Omer Beaugendre. À partir de 1941, il s'investit auprès du Vélo Sport Honfleurais. Il continue à prendre part à des courses locales et remporte même en 1943 une course de vétérans à Condé-sur-Noireau, parcourant 40 kilomètres en 1 h 11. Il s'impose la même année sur le Grand Prix de l'Ouest-Éclair. Sur sa dernière course en 1949, à 67 ans, il prend la 5e place du critérium des anciens.
En 1962, il reçoit l'honneur de donner le départ de l'étape du Tour de France entre Pont-l'Évêque et Saint-Malo. En 1969, il s'installe à Chatres-sur-Cher, où il meurt le 29 juillet 1976. Il repose au cimetière de Bonloc, dans les Pyrénées-Atlantiques.

## Palmarès

### Palmarès amateur
- 1903
  - Championnat du CV Nemours
- 1905
  - Paris-Orléans
- 1906
  - Paris-Le Havre
  - Paris-Meaux
  - Paris-Amiens
- 1907
  - Paris-Honfleur
  - Paris-Amiens

### Palmarès professionnel
- 1907
  - 2e de Paris-Tours
- 1908
  - 3e de Milan-San Remo

### Résultats sur le Tour de France
1 participation
- 1908 : 17e